# 男装 (映画)
『男装』（だんそう、原題・英語: Sylvia Scarlett）は、1935年に製作・公開されたアメリカ合衆国の映画である。コンプトン・マッケンジーの小説を基にジョージ・キューカーが監督、キャサリン・ヘプバーンとケーリー・グラントが主演した。ヘプバーンとグラントは本作が初の共演となった。

## キャスト
※括弧内は日本語吹替（初放送1967年8月29日 20:00-21:30 東京12ch『劇映画』）
- シルヴィア・スカーレット：キャサリン・ヘプバーン（北條美智留）
- ジミー・モンクリー：ケーリー・グラント（井関一）
- マイケル・フェイン：ブライアン・エイハーン（木村幌）
- ヘンリー（シルヴィアの父）：エドマンド・グウェン（寄山弘）
- リリー：ナタリー・パレ（江家礼子）
  - その他日本語吹替：寺田彦右、北村昌子、石森達幸、山田千枝

## スタッフ
- 監督：ジョージ・キューカー
- 製作：パンドロ・S・バーマン
- 脚色：グラディス・アンガー、ジョン・コリアー、モーティマー・オフナー
- 音楽：ロイ・ウェッブ
- 撮影：ジョゼフ・H・オーガスト
- 編集：ジェーン・ローリング
- 美術：ヴァン・ネスト・ポルグレイズ
- キャサリン・ヘプバーンの衣裳：ミュリエル・キング
- ナタリー・パレの衣裳：バーナード・ニューマン